# Barbara Berlusconi
Barbara Berlusconi (Arlesheim, 30 luglio 1984) è una dirigente d'azienda italiana, membro del consiglio di amministrazione di Fininvest.

## Biografia
Nata in Svizzera, è figlia di Silvio Berlusconi (1936-2023) e della sua seconda moglie Veronica Lario (1956). È sorella di Eleonora (1986) e Luigi (1988) e sorellastra di Marina (1966) e Pier Silvio (1969). I suoi nonni paterni erano Luigi Berlusconi (1908-1989) e Rosa Bossi (1911-2008), gli zii paterni Maria Antonietta (1943-2009) e Paolo Berlusconi (1949). Padrino di battesimo fu il politico Bettino Craxi (1934-2000), amico del padre.
Ha frequentato il Collegio Villoresi San Giuseppe di Monza dove ha conseguito il diploma di liceo classico nel 2003. Nel settembre dello stesso anno entra a far parte del consiglio di amministrazione di Fininvest S.p.A.; dall'aprile 2011 fa anche parte del consiglio di amministrazione del Milan. Ha una laurea triennale in filosofia conseguita con 110 e lode nel 2010 all'Università Vita-Salute San Raffaele.
Insieme ai fratelli Eleonora e Luigi possiede ed è amministratrice di Holding Italiana XIV, cui fa capo il 21,43% di Fininvest. I tre sono attivi nell'edilizia tramite la B.e.l. Immobiliare (dalle iniziali dei nomi), possiedono quote in società come Facile.it (20%), Belfin Uno (79,6%), che controlla Happyprice (27%) e che è proprietaria di prezzofelice.it, e B Cinque srl, partecipata al 66,7% dalla Holding XIV e per il resto dai fratelli Marina e Pier Silvio, detengono altre quote nella società tedesca Payleven Holding Gmbh (7,69%), nel fondo Sator S.p.A. di Matteo Arpe, in ExpoBee Incorporated (business delle fiere) e nella società biomedicale MolMed.
Nel 2007 ammette di aver fatto comprare dal padre per 20.000 euro alcune foto imbarazzanti scattatele da un paparazzo davanti a una discoteca di Milano. Davanti al PM Henry John Woodcock dichiara di aver pattuito la cifra con Fabrizio Corona, condannato poi per estorsione in riguardo ad altre foto di personaggi famosi. Nel dicembre 2013 Barbara viene nominata dal consiglio di amministrazione del Milan nuova vicepresidente e amministratrice delegata con delega alle funzioni sociali non sportive. Il 13 aprile 2017, dopo la cessione del club all'imprenditore cinese Li Yonghong, rimane nell'ambiente rossonero come presidente della Onlus Fondazione Milan per poco più di un anno, fino all'avvento della nuova gestione societaria del fondo Elliot.

## Vita privata
Ha cinque figli, tutti maschi: Alessandro (nato il 30 ottobre 2007) ed Edoardo (nato il 13 luglio 2009), avuti da Giorgio Valaguzza; Leone (nato il 14 novembre 2016), Francesco Amos (nato il 28 febbraio 2018) ed Ettore Quinto (nato il 20 novembre 2021) avuti dall'attuale compagno Lorenzo Guerrieri.
Tra il 2011 e il 2013 è stata sentimentalmente legata al calciatore brasiliano Alexandre Pato, all'epoca in forza al Milan, società calcistica di proprietà del padre Silvio.